# Lemgow
Lemgow is een gemeente in de Duitse deelstaat Nedersaksen. De gemeente maakt deel uit van de Samtgemeinde Lüchow (Wendland) in het Landkreis Lüchow-Dannenberg. Lemgow telt 1.349 inwoners.

## gemeentelijke samenstelling
De gemeente Lemgow werd ten gevolge van een gebiedsherindeling in 1972 uit 12, tot dan toe zelfstandige, gemeenten samengesteld en bestaat uit de volgende dorpen:
- Bockleben
- Großwitzeetze
- Kriwitz
- Predöhl
- Prezier
- Puttball
- Schletau
- Schmarsau
- Schweskau
- Simander
- Trabuhn
- Volzendorf

- Gemeinsame Normdatei: 7733926-5
- Virtual International Authority File: 245906864

Bergen an der Dumme · 
Clenze · 
Damnatz · 
Dannenberg · 
Gartow · 
Göhrde · 
Gorleben · 
Gusborn · 
Hitzacker · 
Höhbeck · 
Jameln · 
Karwitz · 
Küsten · 
Langendorf · 
Lemgow · 
Lübbow · 
Lüchow · 
Luckau · 
Neu Darchau · 
Prezelle · 
Schnackenburg · 
Schnega · 
Trebel · 
Waddeweitz · 
Woltersdorf · 
Wustrow · 
Zernien